# Petaurus abidi
Petaurus abidi e торбест бозайник от подразред посуми. Видът е ендемичен за Папуа-Нова Гвинея и се среща в малък участък в северозападната част на страната в района на планината Торичели. Естествените му местообитания са високите (1000 – 1220 m н.в.) сухи савани. Открит е през 1981 г.